# Chinezul Timișoara
O Chinezul C.S. Timișoara foi um clube de futebol de Timișoara fundado em 1910 que jogou nos campeonatos húngaro e romeno. Na década de 1920 conquistou seis títulos seguidos da Divizia A (primeira divisão romena), feito somente alcançado novamente pelo Steaua București na década de 1990. Foi dissolvido em 1949.

## Títulos
- Campeonato Romeno (6) - 1921-22, 1922-23, 1923-24, 1924-25, 1925-26, 1926-27